# Mitsuru Sakurai

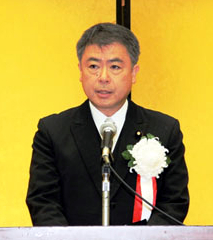
Mitsuru Sakurai

Mitsuru Sakurai (jap. 櫻井 充 Sakurai Mitsuru; * 12. Mai 1956 in Sendai, Präfektur Miyagi) ist ein japanischer Politiker (Demokratische Partei, Kan-Gruppe→Demokratische Fortschrittspartei→Demokratische Volkspartei→parteilos→LDP), Abgeordneter für Miyagi im Sangiin, dem Oberhaus des nationalen Parlaments, und war von 2010 bis 2011 „Vizeminister“ im Finanzministerium unter dem Kabinett Kan.
Sakurai absolvierte die „Medizinische und Zahnmedizinische Universität Tokio“ und erwarb einen medizinischen Doktor (hakushi) am Graduiertenkolleg der Tōhoku-Universität. Ab 1996 war er medizinischer Leiter einer Abteilung des zentralstaatlichen Iwate-Krankenhauses in Ichinoseki.
1998 wandte sich Sakurai der Politik zu und trat bei der Sangiin-Wahl 1998 für die Demokratische Partei in der Präfektur Miyagi (zwei Mandate pro Wahl) an und erhielt mit rund 245 Tausend Stimmen den höchsten Stimmenanteil (26,0 %). 2004 und 2010 wurde er jeweils mit den zweithöchsten Stimmenanteil, aber deutlichem Vorsprung auf die Drittplatzierten wiedergewählt. Im Sangiin befasste er sich neben der Gesundheitspolitik verstärkt mit außen- und fiskalpolitischen Fragen. Im Schattenkabinett der Demokraten war er 2005 Schattenminister für den Finanzsektor. Im Sangiin war er zeitweise Mitglied im Haushaltsausschuss und übernahm 2009 den Vorsitz im Wirtschaftsausschuss. Von September 2010 bis September 2011 war er für das Kabinett Kan (1. und  2. Umbildung) Staatssekretär (fukudaijin, „Vizeminister“) im Finanzministerium, von Oktober bis Dezember 2012 (Kabinett Noda (3. Umbildung)) im Sozial- und Arbeitsministerium. Von 2014 bis 2017 saß er mit einer Unterbrechung 2016 dem Sangiin-Sonderausschuss für den Wiederaufbau nach dem Großen Ostjapanischen Erdbeben vor.
Bei der Sangiin-Wahl 2016 wurde Miyagi zum Einmandatswahlkreis; aber Sakurai konnte sich für die einige Monate vorher gegründete Demokratische Fortschrittspartei (DFP) mit Einheitsfrontunterstützung von KPJ, SDP und Seikatsu no Tō mit 51,1 % der Stimmen gegen den bisherigen Mitamtsinhaber Yutaka Kumagai (LDP, unterstützt von Kōmeitō, Kokoro; 47,0 %) für eine vierte Amtszeit durchsetzen.
2019 gehörte er in der aus der DFP entstandenen Demokratischen Volkspartei (DVP) zu den Gegnern der Fraktionsvereinigung mit der KDP und kleineren Partnern und reichte seinen Parteiaustritt ein, blieb aber zunächst Mitglied der neuen Fraktion. Im Mai 2020 verließ er die Gemeinschaftsfraktion und schloss sich der LDP-Fraktion an. Kurz vor der Wahl 2022 trat er auch der Partei bei und wurde mit absoluter Mehrheit wiedergewählt.